# Рамзан Кадиров
Вижте пояснителната страница за други личности с името Рамазан.
Рамзан Ахматович Кадиров (на чеченски: Къадири Ахьмадан кIант Рамзан) е руски държавник и политик от Чечения.
Той е президент (глава) на Чеченската република, член на Бюрото на Висшия съвет на политическата партия Единна Русия. Син е на първия президент Ахмад Кадиров на Чеченската република в състава на Руската федерация. Собственик и президент на ФК „Терек“, Грозни. Носител на званията „Герой на Руската федерация“ (2004), „Народен артист на Чеченската република“ (2012), „Почетен гражданин на Чеченската република“, „Майстор на спорта“ (бокс).

## Биография
Той е вторият син и най-малкото дете в семейството на Ахмад Кадиров (по-късно мюфтия и президент на Чечения). Има по-големи брат Зелимхан (1974 – 31 май 2004) и 2 сестри – Зарган (р. 1971) и Зулай (р. 1972). Кадирови принадлежат към чеченския род Беной (сред най-големите).
Рамзан Кадиров е роден на 5 октомври 1976 година в село Центарой, Курчалоевски район, Чечено-ингушка автономна ССР, РСФСР, СССР. Завършва средното общообразователно училище в родното си село през 1992 година.
По време на Първата чеченска война (1994 ÷ 1996) заедно баща си е в редиците на сепаратистите в Чечения и воюва срещу федералните въоръжени сили на Русия. Участва във военни операции срещу федералните сили.
След Първата чеченска война от 1996 година е помощник и личен охранител на баща си Ахмад-Хаджи Кадиров, който е мюфтия на Ичкерия, докато лидерът на сепаратисткото и антируско движение в Чечения не обявява „джихад“ на Русия.
По време на Втората чеченска война (1999 ÷ 2000) преминава на страната на федералното правителство.
Заемал е длъжността ръководител на Службата за сигурност на Чеченската република. После е министър-председател на Чечения (2005 ÷ 2006), президент (2007 ÷ 2011) и след това глава на Чеченската република. 
Удостоен през 2020 г в звание генерал-майор руската полиция (милиция).
Преминава през 2021 г  към Руската гвардия. Росгвардия, както е популярното название на руски, е централен орган за управление на войските на националната гвардия на РФ, създадена на основата на Вътрешните войски към МВР на РФ. Спада към държавните военизирани формирования, които имат право да носят бойно оръжие.
Удостоен през март 2022 г със званието генерал-лейтенант
Удостоен с указ №709 през октомври 2022 г със званието генерал-полковник

## Галерия
- Руски православни сановници, Рамзан Кадиров и мюфтията Султан Мирзаев при откриването на джамията „Ахмад Кадиров“ в Грозни, 29 юли 2008.
- Дмитрий Медведев и Рамзан Кадиров, 19 юни 2012.
- Дмитрий Медведев и Рамзан Кадиров, 19 юни 2012.
- Мохамед Даудов, Владимир Путин, Рамзан Кадиров на тържествено мероприятие, посветено на честването на Героите на страната, Москва, Кремъл, 2014.
- Работна среща на Владимир Путин и Рамзан Кадиров, 15 юни 2018.